# Warchalowskianus
Warchalowskianus is een geslacht van kevers uit de familie  
kniptorren (Elateridae).
Het geslacht is voor het eerst wetenschappelijk beschreven in 2007 door Schimmel, Platia & Tarnawski.

## Soorten
Het geslacht omvat de volgende soorten:
- Warchalowskianus laoticus Schimmel, Platia & Tarnawski, 2007
- Warchalowskianus religiosus (Candèze, 1889)
- Warchalowskianus rubriventris Schimmel, Platia & Tarnawski, 2007
- Warchalowskianus vietnamensis Schimmel, Platia & Tarnawski, 2007
- Warchalowskianus villosus Schimmel, Platia & Tarnawski, 2007